# آلتریس
آلتریس (نام علمی: Aletris) نام یک سرده از رده رده دم‌اسبی است. این گیاه بومی آمریکای شمالی و نواحی شرقی و جنوب‌شرقی آسیا به ویژه چین است.